# Federação Paranaense de Ciclismo
A Federação Paranaense de Ciclismo, é a entidade que organiza e regulamenta o esporte no estado do Paraná, filiada à Confederação Brasileira de Ciclismo (CBC), foi fundada em Curitiba, no ano de 1953, representa as categorias Estrada, Mountain Bike, Pista , BMX e Cicloturismo.
Por mais que a federação paranaense sempre foi em Curitiba, na cidade de Londrina, interior do estado, está localizada a CBC, orgão máximo do esporte nacional.

## Clubes Fundadores
- Associação Prosdócimo
- Clube Atlético Monte Alegre
- Clube Atlético Paranaense
- Coritiba Foot Ball Club
- Hermácia Esporte Clube
- Instituto Kolber

## Ligações Externas
- Sitio Oficial